# Glenn Middleton
Glenn Middleton (* 1. Januar 2000 in Northampton, England) ist ein schottischer Fußballspieler, der bei den Doncaster Rovers unter Vertrag steht.

## Karriere

### Verein
Glenn Middleton wurde im Jahr 2000 in der englischen Stadt Northampton etwa 100 Kilometer nördlich von London geboren. Bis zum Jahr 2013 spielte er in seiner Geburtsstadt für Northampton Town. Als 13-Jähriger wechselte er in die Jugendakademie von Norwich City. Nach fünf Jahren wechselte der mittlerweile 18-Jährige im Januar 2018 zu den Glasgow Rangers nach Schottland. Zu diesem Zeitpunkt wurden die Rangers von Graeme Murty trainiert, den Middleton noch aus seiner Zeit als U-18 Trainer von Norwich kannte.
Sein Profidebüt gab Middleton allerdings erst unter dem neuen Trainer der Rangers Steven Gerrard im Juli 2018 im Europapokal. In der Europa League debütierte er im Spiel gegen den FK Shkupi aus Mazedonien, nachdem er für Josh Windass eingewechselt wurde.
Für die Saison 2019/20 wurde Middleton an den Ligakonkurrenten Hibernian Edinburgh verliehen. Die Leihe wurde im Dezember 2019 aufgelöst.
Am 3. Juni 2025 wurde bekannt gegeben, dass Middleton zum englischen Drittligisten Doncaster Rovers wechseln wird, nachdem sein Vertrag bei Dundee United ausgelaufen war.

### Nationalmannschaft
Glenn Middleton absolviert seit dem Jahr 2014 Länderspiele für den schottischen Fußballverband. Sein Debüt gab er in der U-16 im Oktober 2014 gegen Nordirland. In den Jahren 2016 und 2017 spielte Middleton für die U-17 von Schottland. Seit 2017 ist er für die U-19 aktiv. Am 27. Mai 2018 debütierte er in der U-21 gegen Togo.